# Altos de Agaña
Altos de Agaña o Agana Heights (en idioma chamorro: Tutuhan) es una de las 19 localidades de Guam. Limita al sur con los Montes de Agaña, de los cuales recibe su nombre. Un hospital naval de la Armada de los Estados Unidos se encuentra en este pueblo residencial.

## Historia
Altos de Agaña se sitúa en el centro de la parte de la isla de Guam, enmarcándose en el Distrito Este, también denominado Kattan. El nombre original del pueblo es “Tutuhon luhan”, que significa "alguien que tiene miedo de la muerte inminente o de cualquier atrocidad o de cualquier cosa". El municipio era de un gran hacendado tiempo atrás y los que lo habitaban eran campesinos de la capital, Agaña. Se decía que no había camino alguno para acceder a la zona y la única vía para ello era subiendo las empinadas cuestas de las montañas que bordean todo el pueblo. A menudo, los campesinos se quedaban en la cima de las montañas para contemplar la vista del pueblo y de la ciudad. Con ello, ellos experimentaban sentir miedo debido a la precariedad de la situación en la que se encontraban, sin imposibilidad de tener unos accesos dignos. 

## Ciudadanos distinguidos del municipio
- Gobernador Carl T.C. Gutierrez

## Educación
El pueblo está incluido dentro del Sistema Escolar de Guam.
- Wikimedia Commons alberga una categoría multimedia sobre Altos de Agaña.

- Datos: Q2714496
- Multimedia: Agana Heights, Guam / Q2714496